# الباعث على إنكار البدع (كتاب)
الباعث على إنكار البدع. كتاب ألفه الإمام شهاب الدين أبو شامة المقدسي.

## نبذة عن الكتاب
قال المؤلف في مقدمة الكتاب: هذا كتاب جمعته محذرا من البدع زاجرا لمن وفق لذلك وارتدع ممتثلا به قول رب العالمين:{وَذَكِّرْ فَإِنَّ الذِّكْرَى تَنْفَعُ الْمُؤْمِنِينَ}. وسميته الباعث على إنكار البدع والحوادث فما على العالم إلا نشر علمه والله يهدي من يشاء إلى مراسم حكمه وما أحسن ما روى عن الشافعي رضى الله عنه قال سمعت سفيان بن عيبنة قال إن العالم لا يمارى ولا يداري ينشر حكمه الله تعالى فان قبلت حمد الله وإن ردت حمد الله.
قلت ثم كان من العجائب والغرائب أن وقع في زماننا نزاع في بدعة صلاة الرغائب واحتيج بذلك إلى التصنيف المشتمل على ذم المخالف والتعفيف فحملتني الأنفة للعلم والحمية لصدق على تمييز الباطل من الحق فألفت هذا الجزء الموصوف بالإنصاف فيما وقع في صلاة الرغائب من الإختلال وأضفت إلى ذلك بيان البدع في غيره مما يناسبه وضممت اليه ما يقاربه رغبه في تعليل المحن من مخالفة السنن وقمعا للطائفة المبتدعة ورفعا لمنار المتشرعة والله الكريم أسال ذا الجلال الأكمل والعطاء الأجزل أن يسلك بنا السبيل الأعدل والطريق الأمثل فهو المؤمل لإجابة دعاء من أمل.

## وصلات خارجية
- التعليقات على كتاب الباعث على إنكار البدع والحوادث لأبي شامة الشافعي / د.عبدالعزيز الريس على يوتيوب.